# Уотсон (город, Миннесота)
Уотсон (англ. Watson) — город в округе Чиппева, штат Миннесота, США. На площади 0,5 км² (0,5 км² — суша, водоёмов нет), согласно переписи 2002 года, проживают 209 человек. Плотность населения составляет 458,1 чел./км².
- Телефонный код города — 320
- Почтовый индекс — 56295
- FIPS-код города — 27-68656[1]
- GNIS-идентификатор — 0653844[2]